# Pío de Sajambre
Pío de Sajambre (en asturleonés, Pio Sayambre) es una localidad del municipio de Oseja de Sajambre, situado en la frontera entre Asturias y la provincia de León, en la comunidad autónoma de Castilla y León.

## Geografía
Está situado a orillas del río Zalambral, afluente del Sella en su curso alto, en el Valle de Sajambre y en el parque nacional de los Picos de Europa.
El clima de pueblo se caracteriza por un invierno frío con frecuentes nevadas, una primavera lluviosa y con temperaturas frescas, un verano cálido y un otoño con temperaturas agradables, alternándose días soleados y lluviosos.

## Evolución demográfica
| 2000 | 2001 | 2002 | 2003 | 2004 | 2005 | 2006 | 2007 | 2008 | 2009 | 2010 | 2011 | 2021 |
| 68   | 66   | 63   | 58   | 58   | 53   | 50   | 49   | 43   | 38   | 42   | 44   | 36   |

El pueblo actualmente tiene 36 habitantes (INE 2021), pero entre los meses de junio y septiembre su población aumenta notablemente debido al regreso de gente que por motivos laborales tuvo que abandonar el pueblo pero que sigue teniendo propiedades o familiares en él y debido al turismo rural.

## Economía
En tiempos pretéritos los habitantes se dedicaban intensamente a la agricultura, ganadería, caza, pesca, confección de madreñas, elaboración de útiles para el campo y en lo gastronómico elaboraban tortas, sequillos y licor de arándanos, en la actualidad lo siguen realizando pero de forma menor.

## Urbanismo
Las casas de la población están hechas con piedra roja labrada, extraída de la cantera local de Paniellas. El pueblo se compone de los siguientes barrios: La Bolera, La Piquera, La Cuesta, El Joyo, El Pindal, la Iglesia y Joncevilla.